# Marnehuizen

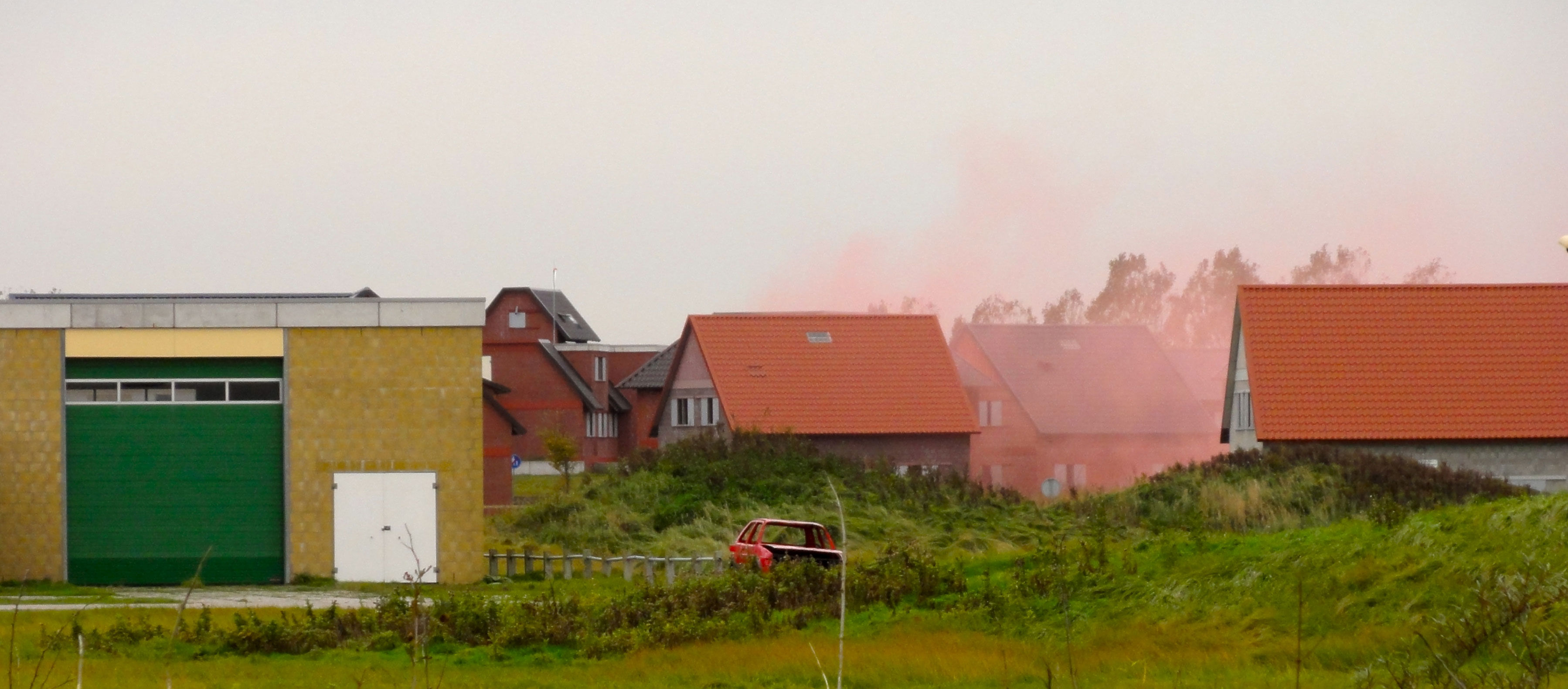

Marnehuizen est un village néerlandais factice et inhabité, inclus dans le camp militaire de Marnewaard, en Groningue. Le village sert à des exercices militaires.
Le village est constitué de quelques rues avec plusieurs maisons, un tronçon de chemin de fer avec une gare, une banque, un supermarché, des entrepôts et même un système d'égouts. Les militaires y sont entraînés aux combats de ville, de nos jours plus réaliste que les exercices en rase campagne. 
Marnehuizen est visible depuis la route, et ouvert au public le week-end, sauf si des exercices ou des manœuvres ont lieu le week-end. Les bâtiments du village restent fermés au public. Dans le centre, les noms des rues ont été empruntés aux rues détruites lors du bombardement de Rotterdam au début de la Seconde Guerre mondiale.

## Source
Cet article est basé sur les traductions des articles (nl) Marnehuizen et (fy) Marnehuzen.